# Égica

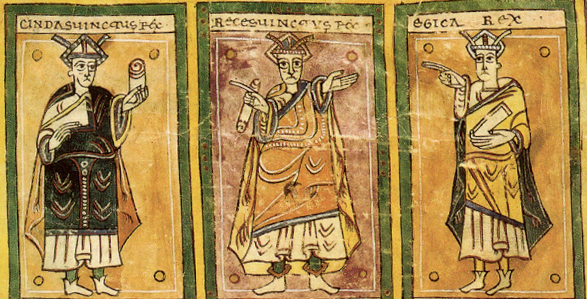
Reis Quindasvinto, Recesvinto e Égica segundo o Codex Vigilanus

Égica, também conhecido por Flávio Égica, Rei dos Visigodos (c. 610 - 702), foi coroado no dia 24 de Novembro de 687 na Igreja dos Santos Apóstolos de Toledo e governou até sua morte em 702. Era casado com a filha do seu antecessor Ervígio.
Não demorou a convocar o XV Concílio de Toledo, que abriu na Igreja dos Santos Apóstolos no 11 de Maio de 688. A convocatória obedecia à vontade de se ver liberto dos dois juramentos feitos ao seu antecessor: proteger a família real e fazer justiça ao povo. Égica invocava a impossibilidade de cumprir ambos os juramentos ao mesmo tempo, porque reparar as injustiças ao povo significava devolver os bens espoliados pela família real aos seus legítimos proprietários. O concílio resolveu que que ambos os juramentos eram complementares, pois nada impedia que os culpados de possuir os bens fossem condenados, desde que se protegessem os inocentes.
Insatisfeito com o resultado, Égica convocou um sínodo de bispos em Saragoça em 1 de Novembro de 691, revogando parcialmente o concílio e dando a Égica mãos livres para lidar com a família real. Este não conseguiu evitar os confrontos com a nobreza e o clero, sobretudo os de fora de Tarraconense.
Os rebeldes chegaram a colocar no trono Suniefredo (692), mas o rei conseguiu retomar Toledo pelas armas, fazendo valer a sua autoridade. Para legitimar a sua acção convocou o XVI Concílio de Toledo em 693. O concílio permitiu o confisco dos bens dos sublevados e a sua incorporação no tesouro real. Os bispados de Toledo e de Sevilha foram atribuídos a homens leais ao rei.
Modificou a legislação anterior, em especial o Código de Recesvinto, com resultados diversos, tentando consolidar o trono.
Editou várias normas contra os Judeus, ratificadas pelo XVII Concílio de Toledo e procurou o apoio da Igreja para evitar que, após a sua morte, a sua família sofresse uma perseguição semelhante àquela que ele próprio movera contra a família do seu antecessor.
A 15 de Novembro de 700 Égica nomeou seu sucessor o seu filho Vitiza, a quem confiou o governo do Reino Suevo da Galécia, donde este estabeleceu, aparentemente, a sua residência real em Tude (Tui). Parece que Vitiza desfrutou desde então da consideração de rei de pleno direito, e os dois anos seguintes foram "governo conjunto" (de acordo com a inscrição Regni concordia nas moedas).